# Tortula subcarnifolia
Tortula subcarnifolia là một loài rêu trong họ Pottiaceae. Loài này được (Müll. Hal. & Kindb.) Paris mô tả khoa học đầu tiên năm 1906.